# Hoss (album)
Hoss is het derde studioalbum van de Amerikaanse punkband Lagwagon. Het werd uitgegeven op 21 november 1995 door Fat Wreck Chords en werd deze keer, in tegenstelling door de twee voorgaande albums die allebei door Fat Mike werden geproduceerd, geproduceerd door Ryan Greene.
Het is tevens ook het laatste album waarop gitarist Shaun Dewey op te horen is voor zijn vertrek in 1997, en drummer Derrick Plourde voor zijn dood in 2005. Het album is dus het laatste album waarop de originele line-up van de band op te horen is. Beide leden zouden tijdelijk worden vervangen door gitarist Ken Stringfellow (van The Posies) en drummer Dave Raun (van Rich Kids on LSD).
Naar aanleiding van het album werd er een tour georganiseerd in 1995. Beeldmateriaal van de tour kan worden gezien op de videoclip van "Razor Burn", een nummer van hetzelfde album.

## Nummers
1. "Kids Don't Like to Share" - 2:40
2. "Violins" - 3:07
3. "Name Dropping" - 2:33
4. "Bombs Away" - 3:26
5. "Move the Car" - 3:20
6. "Sleep" - 1:55
7. "Sick" - 2:56
8. "Rifle" - 2:52
9. "Weak" - 2:36
10. "Black Eyes" - 3:13
11. "Bro Dependent" - 1:39
12. "Razor Burn" - 2:37
13. "Shaving Your Head" - 2:42
14. "Ride the Snake" - 3:09